# جدول مدال‌های المپیک تابستانی ۱۹۲۸

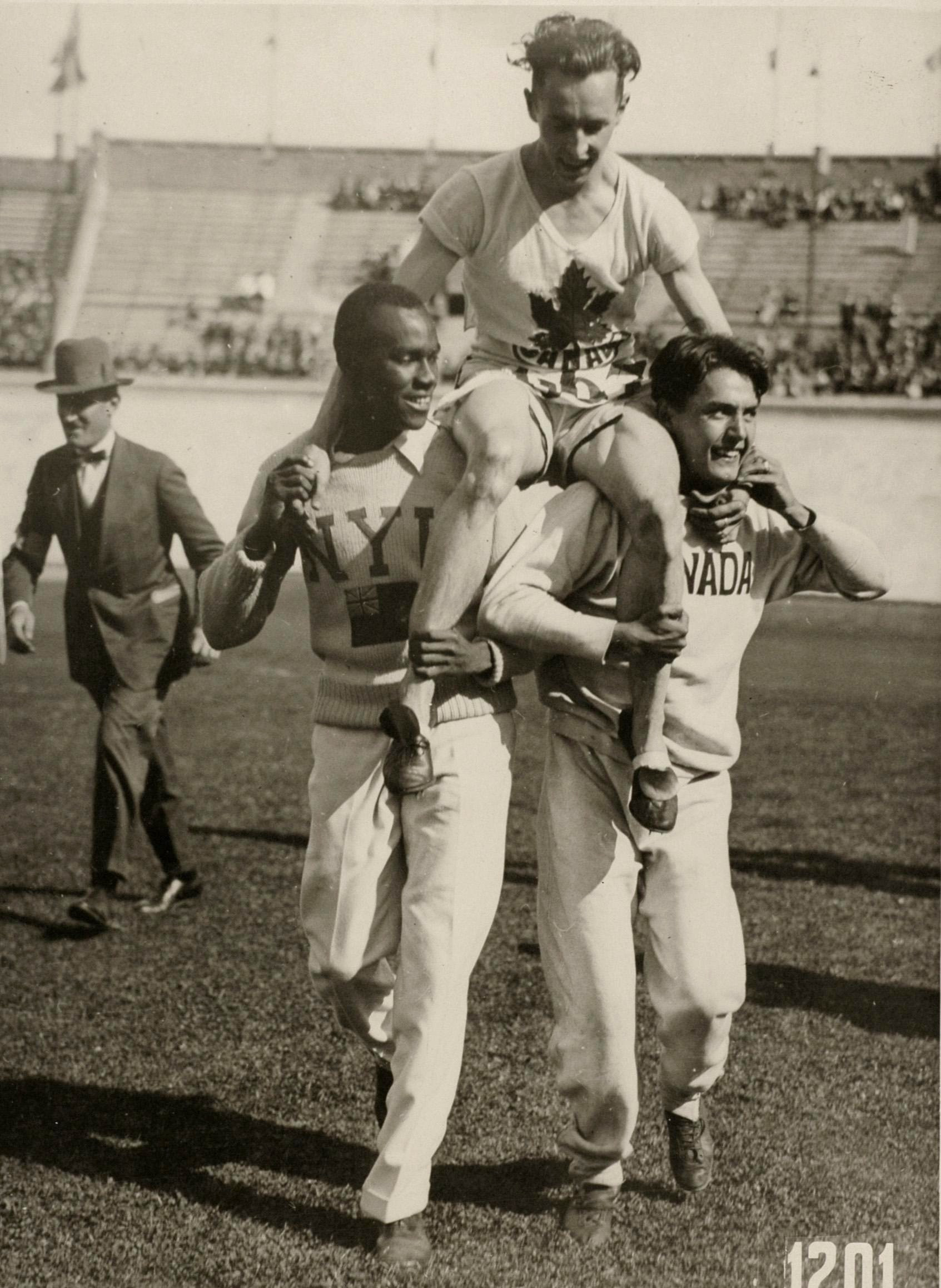
پرسی ویلیامز از کانادا برنده دوهای 100 متر و 200 متر بازیهای المپیک 1928

جدول مدال بازیهای المپیک تابستانی ۱۹۲۸ فهرستی از مدالهای کسب شده توسط ورزشکاران است در طول برگزاری المپیک تابستانی سال ۱۹۲۸ میلادی که در آمستردام هلند از ۱۷ مه تا ۲۷ آگوست سال ۱۹۲۸ با شرکت ۲۸۸۳ ورزشکار از ۴۶ کشور دنیا در ۱۵ رشته ورزشی برگزار شد.

## جدول مدالها
رتبه بندی این جدول توسط کمیته بین المللی المپیک (ioc) اعلام شدهاست.
| رتبه  | کشور                      | طلا | نقره | برنز | مجموع |
| ۱     | ایالات متحده آمریکا (USA) | ۲۲  | ۱۸   | ۱۶   | ۵۶    |
| ۲     | آلمان (GER)               | ۱۰  | ۷    | ۱۴   | ۳۱    |
| ۳     | فنلاند (FIN)              | ۸   | ۸    | ۹    | ۲۵    |
| ۴     | سوئد (SWE)                | ۷   | ۶    | ۱۲   | ۲۵    |
| ۵     | ایتالیا (ITA)             | ۷   | ۵    | ۷    | ۱۹    |
| ۶     | سوئیس (SUI)               | ۷   | ۴    | ۴    | ۱۵    |
| ۷     | فرانسه (FRA)              | ۶   | ۱۰   | ۵    | ۲۱    |
| ۸     | هلند (NED)                | ۶   | ۹    | ۴    | ۱۹    |
| ۹     | مجارستان (HUN)            | ۴   | ۵    | ۰    | ۹     |
| ۱۰    | کانادا (CAN)              | ۴   | ۴    | ۷    | ۱۵    |
| ۱۱    | بریتانیای کبیر (GBR)      | ۳   | ۱۰   | ۷    | ۲۰    |
| ۱۲    | آرژانتین (ARG)            | ۳   | ۳    | ۱    | ۷     |
| ۱۳    | دانمارک (DEN)             | ۳   | ۱    | ۲    | ۶     |
| ۱۴    | چکسلواکی (TCH)            | ۲   | ۵    | ۲    | ۹     |
| ۱۵    | ژاپن (JPN)                | ۲   | ۲    | ۱    | ۵     |
| ۱۶    | استونی (EST)              | ۲   | ۱    | ۲    | ۵     |
| ۱۷    | مصر (EGY)                 | ۲   | ۱    | ۱    | ۴     |
| ۱۸    | اتریش (AUT)               | ۲   | ۰    | ۱    | ۳     |
| ۱۹    | استرالیا (AUS)            | ۱   | ۲    | ۱    | ۴     |
| ۱۹    | نروژ (NOR)                | ۱   | ۲    | ۱    | ۴     |
| ۲۱    | لهستان (POL)              | ۱   | ۱    | ۳    | ۵     |
| ۲۱    | یوگسلاوی (YUG)            | ۱   | ۱    | ۳    | ۵     |
| ۲۳    | آفریقای جنوبی (RSA)       | ۱   | ۰    | ۲    | ۳     |
| ۲۴    | هند (IND)                 | ۱   | ۰    | ۰    | ۱     |
| ۲۴    | ایرلند (IRL)              | ۱   | ۰    | ۰    | ۱     |
| ۲۴    | نیوزیلند (NZL)            | ۱   | ۰    | ۰    | ۱     |
| ۲۴    | اسپانیا (ESP)             | ۱   | ۰    | ۰    | ۱     |
| ۲۴    | اروگوئه (URU)             | ۱   | ۰    | ۰    | ۱     |
| ۲۹    | بلژیک (BEL)               | ۰   | ۱    | ۲    | ۳     |
| ۳۰    | شیلی (CHI)                | ۰   | ۱    | ۰    | ۱     |
| ۳۰    | هائیتی (HAI)              | ۰   | ۱    | ۰    | ۱     |
| ۳۲    | فیلیپین (PHI)             | ۰   | ۰    | ۱    | ۱     |
| ۳۲    | پرتغال (POR)              | ۰   | ۰    | ۱    | ۱     |
| مجموع | مجموع                     | ۱۱۰ | ۱۰۸  | ۱۰۹  | ۳۲۷   |